# Юзеф Наврот
Юзеф Наврот (пол. Józef Nawrot; 24 вересня 1906, Краків, Австро-Угорщина — 24 вересня 1982, Велика Британія) — польський футболіст, нападник. Основна професія — фотограф.

## Біографія
Вихованець клубу «Вавель» (Краків). На початку футбольної кар'єри виступав за команди «Краковія» (1922—1926) і ВКС з Вільно (1925). В елітній лізі захищав кольори столичних клубів «Легія» і «Полонія». Другий бомбардир першості 1930 року — 22 забиті м'ячі. Всього відзначився в головному дивізіоні 114 голами у 190 матчах і входить до списку найрезультативніших гравців цього турніру — «Клубу 100».
10 червня 1926 року дебютував у складі національної збірної проти команди США. У наступній грі відзначився покером у ворота збірної Латвії. Всього провів за збірну Польщі 19 матчів і забив 16 голів. В останній грі, 15 вересня 1935 року проти латвійців, був капітаном команди. На час завершення виступів — найкращий бомбардир головної команди Польщі, але вже через чотири роки його досягнення перевершив Ернест Вілімовський.
На початку Другої світової війни перебував у Львові, потрапив до радянського полону. Служив у армії генерала Андерса. Учасник операції «Маркет Гарден» біля міста Арнем (Нідерланди). Після війни залишився в еміграції.

## Статистика
Статистика забитих м'ячів у складі збірної Польщі:
- 1930 — Латвія (4)
- 1931 — Румунія (1)
- 1932 — Югославія (2), Швеція (1), Румунія (3)
- 1933 — Югославія (2)
- 1934 — Данія (2), Швеція (1)